# Moustapha Amar
Pour les articles homonymes, voir Amar.
Moustafa Ahmed Mohamed Hassan Amar (en arabe : مصطفى قمر) (né le 22 septembre 1966), alias Moustafa Amar, est un musicien et acteur égyptien. Il est aussi connu sous le nom de "Mustafa Amar" et "Moustafa Qamar”.

## Discographie
- Wassaf (1991)
- Layaliki (1993)
- Sekket El 3achekeen (1994)
- Eftekerny (1995)
- Liman Yahoumouh Al Amr (1996)
- Tal El lil (1997)
- Nar El Hob (1998)
- 3inik Wahshani (1999)
- Aisheen (2000) featuring Gipsy Kings
- Hayaty (2001)
- Monaya (2002)
- Bahibak Ana Kaman (2003)
- Ahlam (2003)
- Rouhi Fik (2003)
- Enssa (2004)
- Lessa Habayeb (2006)
- Ali Ya Weka (2007)
- Heya (2010)
- Mawlay Sobhanek (2013)
- Ana Mtammen (2014)
- Dahket Liya (2019)
- Liman Yahoummou Al Amr 2 (2020)